# Phước Long (thị xã)
Phước Long là một thị xã thuộc tỉnh Bình Phước, Việt Nam.

## Địa lý

### Vị trí địa lý
Thị xã Phước Long nằm ở đông bắc tỉnh Bình Phước, cách thành phố Đồng Xoài khoảng 40 km, cách Thành phố Hồ Chí Minh khoảng 145 km, có vị trí địa lý:
- Phía bắc giáp huyện Bù Gia Mập
- Phía tây và phía nam giáp huyện Phú Riềng
- Phía đông giáp huyện Bù Đăng.

Thị xã Phước Long có diện tích 118,83 km², dân số năm 2019 là 54.160 người, quy đổi tương đương 81.200 người.
Hiện nay, thị xã Phước Long giữ vai trò trung tâm chính trị, kinh tế, văn hóa – xã hội và là trung tâm thương mại dịch vụ phía bắc tỉnh Bình Phước. Là 1 trong 4 đô thị trọng điểm của tỉnh cùng thành phố Đồng Xoài, thị xã Bình Long và thị xã Chơn Thành.

### Địa hình
Toàn bộ diện tích Thị xã Phước Long nằm trên thềm địa chất phun trào mắc ma xâm thực lộ thiên vào kỷ Kanozoi cùng với 2 nơi khác là thị xã Bình Long và thị trấn Lộc Ninh, địa hình Phước Long thuộc miền núi thấp chuyển tiếp lên cao nguyên có địa hình dốc và bị chia cắt mạnh mẽ với nhiều dãy đồi đất đỏ bazan uốn lượn tiếp nối những dãy đồi bazan là vùng đất trũng mạnh như thung lũng, bưng, bàu. Nghiêng dần từ đông bắc sang tây nam, độ cao dao động từ khoảng 110m – 263m. Cao tuyệt đối là núi Bà Rá 736m. Có 3 dạng chính như sau:
- Địa hình núi: thị xã Phước Long có Núi Bà Rá là ngọn núi cao nhất tỉnh Bình Phước (thứ 3 ở Nam Bộ) với độ cao 736 m.
- Địa hình đồi thấp: Đây là dạng địa hình chính của thị xã. Cao độ tuyệt đối từ 200 – 250m, có bề mặt lượng sóng uốn lượn, kết nối với các dãy bazan, có đỉnh bằng, sườn dốc thoải.
- Địa hình bằng trũng: Địa hình này thuộc các vùng đất tích tụ là các bãi bồi trũng, các vùng phẳng giữa đồi núi, các khe suối, bưng bàu.

### Khí hậu
Thị xã Phước Long nằm trong vùng khí hậu nhiệt đới gió mùa cận xích đạo, ít gió bão, có nền nhiệt cao điều quanh năm trung bình khoảng 26 – 27 °C,
Giống như các vùng khác ở Nam bộ. Thị xã Phước Long có mùa mưa bắt đầu từ tháng 5 đến hết tháng 10 giảm nhanh vào tháng 11, Mùa khô bắt đầu từ tháng 11 và kết thúc vào tháng 4 năm sau, lượng mưa khá dồi dào trung bình khoảng 2.700 mm.
| Dữ liệu khí hậu của Phước Long, Bình Phước                   | Dữ liệu khí hậu của Phước Long, Bình Phước | Dữ liệu khí hậu của Phước Long, Bình Phước | Dữ liệu khí hậu của Phước Long, Bình Phước | Dữ liệu khí hậu của Phước Long, Bình Phước | Dữ liệu khí hậu của Phước Long, Bình Phước | Dữ liệu khí hậu của Phước Long, Bình Phước | Dữ liệu khí hậu của Phước Long, Bình Phước | Dữ liệu khí hậu của Phước Long, Bình Phước | Dữ liệu khí hậu của Phước Long, Bình Phước | Dữ liệu khí hậu của Phước Long, Bình Phước | Dữ liệu khí hậu của Phước Long, Bình Phước | Dữ liệu khí hậu của Phước Long, Bình Phước | Dữ liệu khí hậu của Phước Long, Bình Phước |
| Tháng                                                        | 1                                          | 2                                          | 3                                          | 4                                          | 5                                          | 6                                          | 7                                          | 8                                          | 9                                          | 10                                         | 11                                         | 12                                         | Năm                                        |
| ------------------------------------------------------------ | ------------------------------------------ | ------------------------------------------ | ------------------------------------------ | ------------------------------------------ | ------------------------------------------ | ------------------------------------------ | ------------------------------------------ | ------------------------------------------ | ------------------------------------------ | ------------------------------------------ | ------------------------------------------ | ------------------------------------------ | ------------------------------------------ |
| Cao kỉ lục °C (°F)                                           | 35.4 (95.7)                                | 38.0 (100.4)                               | 38.4 (101.1)                               | 38.5 (101.3)                               | 38.0 (100.4)                               | 43.4 (110.1)                               | 34.9 (94.8)                                | 36.0 (96.8)                                | 34.3 (93.7)                                | 36.0 (96.8)                                | 34.7 (94.5)                                | 35.2 (95.4)                                | 43.4 (110.1)                               |
| Trung bình ngày tối đa °C (°F)                               | 31.7 (89.1)                                | 33.2 (91.8)                                | 34.6 (94.3)                                | 34.5 (94.1)                                | 33.2 (91.8)                                | 31.1 (88.0)                                | 30.6 (87.1)                                | 30.2 (86.4)                                | 30.4 (86.7)                                | 30.5 (86.9)                                | 30.9 (87.6)                                | 30.6 (87.1)                                | 31.8 (89.2)                                |
| Trung bình ngày °C (°F)                                      | 24.1 (75.4)                                | 25.3 (77.5)                                | 26.9 (80.4)                                | 27.5 (81.5)                                | 27.0 (80.6)                                | 26.0 (78.8)                                | 25.5 (77.9)                                | 25.3 (77.5)                                | 25.2 (77.4)                                | 25.0 (77.0)                                | 24.7 (76.5)                                | 23.7 (74.7)                                | 25.5 (77.9)                                |
| Tối thiểu trung bình ngày °C (°F)                            | 18.8 (65.8)                                | 19.7 (67.5)                                | 21.3 (70.3)                                | 22.9 (73.2)                                | 23.4 (74.1)                                | 23.1 (73.6)                                | 22.8 (73.0)                                | 22.8 (73.0)                                | 22.6 (72.7)                                | 21.9 (71.4)                                | 20.6 (69.1)                                | 19.0 (66.2)                                | 21.6 (70.9)                                |
| Thấp kỉ lục °C (°F)                                          | 13.0 (55.4)                                | 14.6 (58.3)                                | 15.0 (59.0)                                | 15.0 (59.0)                                | 19.8 (67.6)                                | 17.1 (62.8)                                | 15.4 (59.7)                                | 19.9 (67.8)                                | 19.9 (67.8)                                | 16.5 (61.7)                                | 13.2 (55.8)                                | 13.0 (55.4)                                | 13.0 (55.4)                                |
| Lượng Giáng thủy trung bình mm (inches)                      | 14 (0.6)                                   | 16 (0.6)                                   | 41 (1.6)                                   | 121 (4.8)                                  | 290 (11.4)                                 | 382 (15.0)                                 | 401 (15.8)                                 | 462 (18.2)                                 | 468 (18.4)                                 | 322 (12.7)                                 | 119 (4.7)                                  | 31 (1.2)                                   | 2.665 (104.9)                              |
| Số ngày giáng thủy trung bình                                | 2.0                                        | 1.7                                        | 4.7                                        | 10.8                                       | 18.9                                       | 21.6                                       | 23.8                                       | 24.5                                       | 24.2                                       | 20.9                                       | 10.4                                       | 3.9                                        | 167.3                                      |
| Độ ẩm tương đối trung bình (%)                               | 71.3                                       | 69.1                                       | 69.5                                       | 73.6                                       | 81.4                                       | 85.3                                       | 87.3                                       | 88.8                                       | 88.7                                       | 86.8                                       | 80.4                                       | 74.8                                       | 79.8                                       |
| Số giờ nắng trung bình tháng                                 | 267                                        | 248                                        | 262                                        | 238                                        | 216                                        | 174                                        | 168                                        | 154                                        | 150                                        | 186                                        | 215                                        | 242                                        | 2.521                                      |
| Nguồn: Vietnam Institute for Building Science and Technology |                                            |                                            |                                            |                                            |                                            |                                            |                                            |                                            |                                            |                                            |                                            |                                            |                                            |

## Hành chính
Thị xã Phước Long có 7 đơn vị hành chính cấp xã trực thuộc, bao gồm 5 phường: Long Phước, Long Thủy, Phước Bình, Sơn Giang, Thác Mơ và 2 xã: Long Giang, Phước Tín. Trung tâm hành chính thị xã đặt tại phường Long Phước.
| Diện tích (km²)                    | 12,2   | 9,97  | 12,96 | 16,5  | 20,47 | 22,18 | 30,57 |
| Dân số 2009(người)                 | 12.426 | 6.954 | 8.414 | 4.376 | 7.167 | 4.503 | 6.179 |
| Mật độ dân số (người/km²)          | 1.018  | 697   | 649   | 265   | 372   | 203   | 202   |
| Nguồn: Bộ Thông tin & Truyền thông |        |       |       |       |       |       |       |

## Lịch sử
Thị xã Phước Long trước năm 1956 là một phần của quận Bà Rá, nguyên thuộc tỉnh Biên Hòa xưa kia.
Ngày 22 tháng 10 năm 1956, chính quyền Sài Gòn (Việt Nam Cộng hòa) chia tỉnh Biên Hòa chia thành 3 tỉnh: Biên Hòa, Long Khánh, Phước Long (có thêm phần đất của tỉnh Thủ Dầu Một). Thị xã Phước Long khi đó có tên là "Phước Bình", là tỉnh lỵ tỉnh Phước Long, về mặt hành chính thuộc xã Sơn Giang, quận Phước Bình.
Sau ngày đất nước thống nhất, trào lưu hợp nhất các tỉnh diễn ra khắp cả nước, thị xã Phước Bình bị giải thể, xã Sơn Giang đóng vai trò huyện lỵ của huyện Phước Long, tỉnh Sông Bé trong giai đoạn 1975-1994.
Ngày 29 tháng 8 năm 1994, xã Sơn Giang được chia thành 2 đơn vị hành chính là thị trấn Thác Mơ và xã Sơn Giang; xã Phước Bình cũng chia làm 2 đơn vị hành chính là thị trấn Phước Bình và xã Bình Phước (từ năm 2007, xã Bình Phước được tách thành 2 xã Bình Sơn và Bình Tân, sau thuộc huyện Bù Gia Mập và đến năm 2015 chuyển sang thuộc huyện Phú Riềng). 2 thị trấn Phước Bình và Thác Mơ chính là tiền thân của thị xã Phước Long ngày nay.
Ngày 11 tháng 8 năm 2009, Chính phủ ban hành Nghị quyết số 35/NQ-CP về việc thành lập thị xã Phước Long và các phường thuộc thị xã Phước Long. Theo đó:
- Thành lập thị xã Phước Long trên cơ sở toàn bộ diện tích và dân số của 2 thị trấn: Thác Mơ, Phước Bình và 3 xã: Sơn Giang, Long Giang, Phước Tín; 540,17 ha diện tích tự nhiên và 3.803 người của xã Bình Sơn; 423,67 ha diện tích tự nhiên và 2.542 người của xã Bình Tân thuộc huyện Phước Long.
- Thành lập phường Long Thủy trên cơ sở 397,04 ha diện tích tự nhiên và 6.954 người của thị trấn Thác Mơ.
- Thành lập phường Thác Mơ trên cơ sở 2.046,82 ha diện tích tự nhiên và 7.167 người còn lại của thị trấn Thác Mơ.
- Thành lập phường Sơn Giang trên cơ sở toàn bộ 1.650.43 ha diện tích tự nhiên và 4.376 người của xã Sơn Giang.
- Thành lập phường Phước Bình trên cơ sở 1.295,66 ha diện tích tự nhiên và 8.414 người của thị trấn Phước Bình.
- Thành lập phường Long Phước trên cơ sở 255,57 ha diện tích tự nhiên và 6.081 người còn lại của thị trấn Phước Bình; 540,17 ha diện tích tự nhiên và 3.803 người của xã Bình Sơn; 423,67 ha diện tích tự nhiên và 2.542 người của xã Bình Tân.

Sau khi thành lập, thị xã Phước Long có 11.883,93 ha diện tích tự nhiên và 50.019 người với 7 đơn vị hành chính trực thuộc, gồm 5 phường và 2 xã.
Trung tâm hành chính thị xã ban đầu đặt tại phường Long Thủy, đến năm 2017 được dời ra khu trung tâm hành chính và đô thị mới đặt tại phường Long Phước.

## Kinh tế - xã hội

### Kinh tế
Thị xã Phước Long là trung tâm mua bán, trao đổi hàng hóa, chế biến nông sản,... của các khu vực lân cận ở tỉnh Bình Phước.

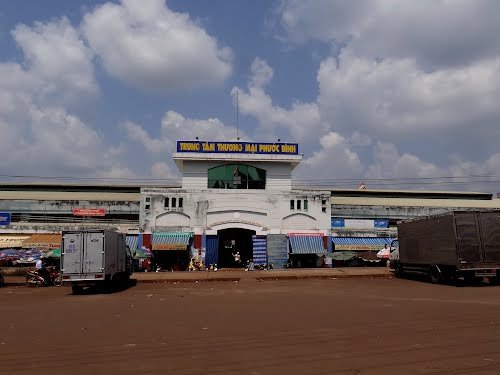
Trung tâm thương mại Phước Bình

Hạt điều

### Văn hóa
Lễ hội
- Kỷ niệm ngày giải phóng Phước Long 6/1

Tượng đài chiến thắng Phước Long

Hằng năm nhân kỷ niệm ngày giải phóng Phước Long 6/1, nhiều hoạt động văn hóa văn nghệ được tổ chức tại thị xã Phước Long như lễ hội ẩm thực, bắn pháo hoa, ca múa nhạc,... và đặc biệt giải vô địch việt dã leo núi "chinh phục đỉnh cao Bà Rá" được tổ chức hằng năm tại thị xã Phước Long. Giải đã thu hút nhiều vận động viên tham gia, trong đó đông nhất là các vận động viên của thị xã. Đây là động lực giúp phong trào rèn luyện thể dục - thể thao phát triển mạnh trên địa bàn thị xã, ngoài việc nhằm nâng cao sức khỏe cho nhân dân còn là để quảng bá hình ảnh về vùng đất, con người của thị xã đến với đông đảo công chúng trong cả nước.
- Lễ hội miếu Bà Rá

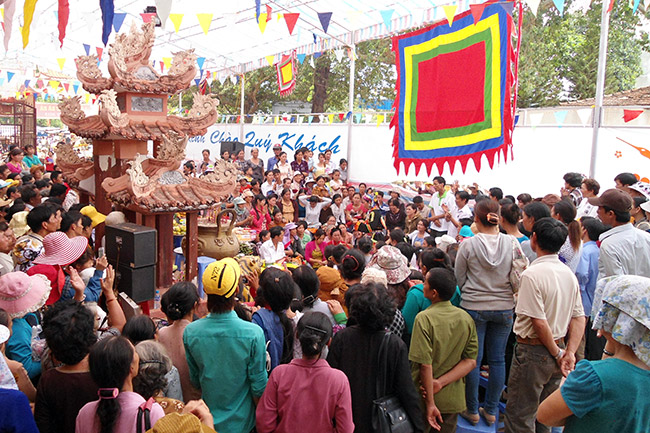
Lễ hội miếu Bà

Theo lời của nhân dân địa phương, năm 1943 miếu được xây dựng để tưởng nhớ các tù chính trị bị chôn sống ở gốc cây cầy hiện nay, miếu do những tù nhân chính trị ở nhà tù Bà Rá bí mật xây dựng và làm bài vị thờ tượng trưng có ghi 4 chữ Hán " Chúa xứ nương nương" nhằm che mắt bọn tay sai nên đặt tên là miếu Bà để cho bọn thực dân công nhận ngôi miếu này.
Năm 1956-1957 tỉnh Phước Long được thành lập, một số người dân đã tiến hành dời miếu lên sát đường lộ (cách nơi cũ 500 mét) để bà con tiện đi lại thờ cúng, và cũng từ lúc này Miếu Bà mới có 3 bức tượng thờ. Miếu Bà Rá là một công trình kiến trúc tín ngưỡng dân gian, nằm trong quần thể di tích lịch sử Bà Rá đã được Bộ Văn hóa - Thông tin công nhận mang ý nghĩa lịch sử quan trọng, nó không chỉ là nơi thờ cúng tín ngưỡng của nhân dân mà còn là một trong những chứng tích về sự xâm lược của thực dân Pháp trên vùng đất Phước Long..
Hàng năm vào ngày mùng 1,2,3,4/3 âm lịch, đông đảo khách thập phương trong và ngoài tỉnh hành hương về đây để " Vía Bà".
- Diễn biến lễ hội:

- Ngày mùng 1/3 âm lịch, Ban tổ chức tiến hành làm lễ thay y phục, tắm tượng đến 12 giờ đêm cùng ngày làm lễ rước Bà về.
- Ngày mùng 2, tối làm lễ tế Bà khoảng 1 giờ đồng hồ, sau đó để khách hành hương vào làm lễ dâng hương, lễ Bà và xin lộc.
- Ngày mùng 3 tiếp tục khách thập phương dâng lễ.
- Ngày mùng 4/3 âm lịch, Ban tổ chức làm lễ tạ Bà vào buổi trưa, kết thúc lễ hội.
Miếu Bà là một trong những di tích lịch sử minh chứng về sự xâm lược của thực dân Pháp, nằm trong các chứng tích khác như: Hàng Điệp, vườn cây lưu niệm Nguyễn Thị Định, Sân bay Phước Bình nơi đồng chí Nguyễn Thành Trung năm 1975 thực hiện phi vụ ném bom dinh Tổng thống Nguyễn Văn Thiệu và lái chiếc F5 đáp xuống sân bay Phước Bình vùng Cách mạng an toàn.
- Di tích vườn cây lưu niệm bà Nguyễn Thị Định

Bà Nguyễn Thị Định sinh ngày 15-3-1920, tại xã Lương Hòa, huyện Giồng Trôm, tỉnh Bến Tre. Bà tham gia hoạt động cách mạng từ năm 16 tuổi. Năm 1940, bà tham gia khởi nghĩa Nam Kỳ, nhưng cuộc khởi nghĩa thất bại, bà bị giặc Pháp bắt và đưa về giam cầm tại Nhà tù Bà Rá. Trong những tháng ngày ở Nhà tù Bà Rá, bà đã trồng một vườn cây ăn trái với nhiều loại cây như: khế, vú sữa, ổi... Hiện nay, vườn cây vẫn còn lại hai cây khế và hai cây vú sữa. Di tích vườn cây lưu niệm bà Nguyễn Thị Định ở phường Sơn Giang, thị xã Phước Long. Vườn cây lưu niệm là một trong số ít di tích gắn liền với tên tuổi bà Nguyễn Thị Định được giữ lại khá nguyên vẹn. Di tích này ghi dấu một giai đoạn trong quá trình hoạt động cách mạng của bà, giai đoạn bà bị cầm tù ở Nhà tù Bà Rá (1940 - 1943). Mặc dù Nhà tù Bà Rá với điều kiện giam cầm khắc nghiệt, gian khổ, nhưng bà vẫn kiên trung vượt qua để sống và tiếp tục cống hiến cho sứ mệnh giải phóng dân tộc. Năm 1965, bà được phong quân hàm Thiếu tướng Quân đội nhân dân Việt Nam và được giao giữ chức Phó Tổng Tư lệnh Quân giải phóng miền Nam đến năm 1975. Suốt cuộc đời, bà đã tham gia hoạt động cách mạng, góp phần giành lại tự do cho dân tộc. Sau khi đất nước hòa bình, bà được Đảng và Nhà nước giao nhiều chức vụ quan trọng. Hai cây vú sữa và hai cây khế do bà Nguyễn Thị Định trồng năm xưa giờ vẫn xanh tốt, tán lá sum suê, hằng năm vẫn đơm hoa kết trái và đứng sừng sững như tinh thần bất khuất, kiên trung của vị nữ tướng anh hùng Nguyễn Thị Định. Vườn cây lưu niệm bà Nguyễn Thị Định đã được Ủy ban nhân dân tỉnh Bình Phước xếp hạng di tích lịch sử - văn hóa cấp tỉnh vào ngày 15-12-2004.
Thắng cảnh
- Sông Bé

Trên địa bàn thị xã Phước Long có 01 sông lớn chạy qua là Sông Bé. Sông Bé chảy dọc phía bắc của thị xã uốn quanh phía bắc chân núi Bà Rá, đoạn chảy qua thị xã Phước Long lòng sông nhỏ hẹp, lòng sông rộng trung bình 30 - 50m, Chiều sâu trung bình của sông từ 7 - 20m, hai vách bờ dựng đứng, nhiều thác ghềnh.
Sông Bé đoạn chảy qua thị xã Phước Long trước kia nước chảy rất xiết, nhưng từ ngày sông Bé bị chặn dòng để làm hồ thủy điện Thác Mơ khiến dòng chảy của sông bị thay đổi, đoạn sông dài từ chỗ bị chặn dòng đến cửa xả nhà máy thủy điện Thác Mơ gần như không còn nước chảy bề mặt trơ sỏi đá, có thể đi bộ dưới lòng sông, khiến nhiều người nhầm tưởng đoạn sông này là dòng suối. Đoạn sông này có Thác Mẹ xưa kia rất hùng vĩ, nay cạn kiệt vào mùa khô và chỉ róc rách chảy vào mùa mưa, từ Thác Mẹ xuôi theo sông Bé khoảng 1 km sẽ gặp địa danh Suối Đá, sở dĩ có cái tên như vậy là lòng sông trơ rất nhiều sỏi đá và nước chảy rất yếu.
Đoạn Sông Bé chảy qua thị xã Phước Long có 2 cây cầu đó là cầu Đắk Lung và cầu Thác Mẹ giúp kết nối các xã ở khu vực lân cận với thị xã Phước Long.
- Núi Bà Rá - hồ Thác Mơ

- Núi Bà Rá

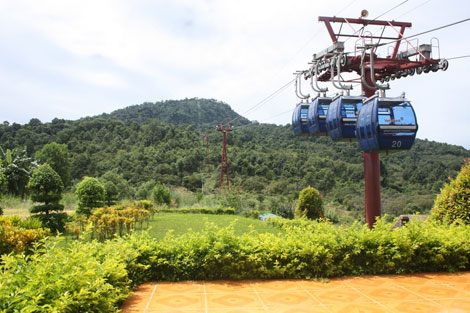
Cáp treo núi Bà Rá

Núi Bà Rá nằm ở phường Sơn Giang, thị xã Phước Long. Đây là một trong ba ngọn núi cao nhất vùng Nam Bộ. Núi cao 733 m, dưới chân núi có hệ thống cáp treo được thiết kế, xây dựng với tiêu chuẩn kỹ thuật hiện đại, độ an toàn cao, trong thoáng chốc du khách đã tới đỉnh núi để có thể nhìn thấy cả một khu vực rộng lớn, bao gồm phường Thác Mơ xinh đẹp, toàn hồ Long Thủy, hồ thủy điện Thác Mơ hòa quyện vào núi rừng.
- Hồ thủy điện Thác Mơ

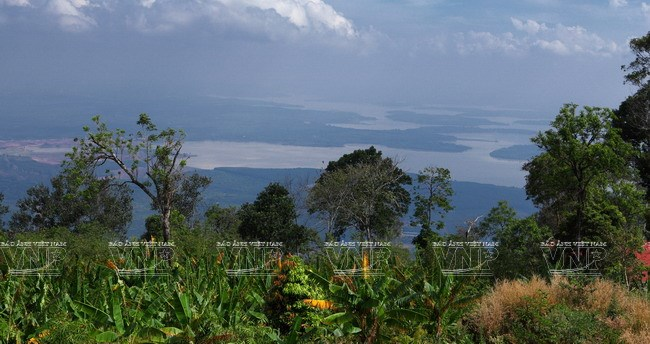
Hồ thủy điện Thác Mơ nhìn từ núi Bà Rá

Nằm dưới chân núi Bà Rá là hồ Thác Mơ, tên gọi Thác Mơ xuất phát từ tên gọi một ngọn thác hùng vĩ trước khi hồ thủy điện Thác Mơ được hình thành, ngày nay ngọn thác ấy đã bị nhấn chìm dưới lòng hồ thủy điện, do đó được đặt là hồ Thác Mơ để khỏi mai một địa danh, tên gọi Thác Mơ cũng được đặt cho 1 phường của thị xã Phước Long.
Với diện tích rộng khoảng 12.000ha, sức chứa 1,3 tỉ m³ nước, giữa hồ có 10 hòn đảo lớn, nhỏ, xung quanh hồ rợp bóng cây xanh. Hồ không những có vai trò cung cấp nước cho thủy điện Thác Mơ, điều tiết lũ cho vùng hạ du, tạo môi trường nuôi trồng thủy sản phục vụ đời sống của người dân địa phương mà còn là điểm tham quan lý tưởng gắn kết với núi Bà Rá tạo thành cụm điểm du lịch trên núi, dưới hồ vô cùng thơ mộng.
- Tôn giáo

Thị xã Phước Long tỉ lệ dân theo tôn giáo khá lớn. Tôn giáo có số lượng tín đồ đông nhất là Công giáo, tiếp theo là Phật giáo, Tin Lành và Cao Đài.
- Công giáo

Công giáo ở thị xã Phước Long có số lượng tín đồ đông đảo thuộc giáo hạt Phước Long, giáo phận Buôn Ma Thuột gồm các giáo xứ và trung tâm hành hương:
Giáo xứ Phước Quả (xã Phước Tín)
Giáo xứ Phước Sơn (phường Phước Bình)
Giáo xứ Phước Vĩnh (phường Phước Bình)
Giáo xứ Phước Bình (phường Long Phước)
Giáo xứ Long Điền (phường Long Phước)
Giáo xứ Nhơn Hòa (xã Long Giang)
Giáo xứ Sông Bé (xã Long Giang)
Giáo xứ Sơn Long (phường Sơn Giang)
Giáo xứ Sơn Giang (phường Sơn Giang)
Giáo xứ Phước Long (phường Thác Mơ)
Trung tâm hành hương Mẹ vô nhiễm Thác Mơ (phường Thác Mơ)
- Phật giáo

Phật giáo là tôn giáo lớn thứ 2 tại thị xã Phước Long gồm các cơ sở thờ tự:
Chùa Phước Huệ
Chùa Phước Sơn
Chùa Nam Thiên
Chùa Nam Ngãi
Chùa Đức Huệ
Chùa Long Đức
Chùa Bảo Quang
Chùa Thiên Hưng
Chùa Quảng Phước
Chùa Long Phước
Tịnh xá Ngọc Phước
- Tin Lành

Nhà thờ Tin Lành Phước Long - Hội Thánh Tin Lành Việt Nam (Miền Nam) thuộc phường Sơn Giang.
- Cao Đài

Đạo Cao Đài ở thị xã Phước Long có tộc đạo Phước Long thuộc hệ thống tòa thánh Tây Ninh gồm các cơ sở thờ tự:
Thánh thất Cao Đài họ đạo Phước Long (phường Long Thủy)
Điện thờ Phật Mẫu Phước Long (phường Long Thủy)

### Xã hội
- Giáo dục

Trên địa bàn thị xã Phước Long có 26 trường học các cấp 1 trung tâm giáo dục thường xuyên và 1 trung tâm dạy nghề với khoảng 16.000 học sinh.
- Y tế

Mạng lưới y tế công của Thị xã Phước Long có 1 bệnh viện,1 trung tâm y tế, 1 phòng khám khu vực và 7 trạm y tế với 225 giường bệnh, ngoài ra còn có nhiều phòng khám tư nhân đã được hình thành và phát triển.

## Giao thông
Các đường tỉnh chính: 741, 759, 755B.
Các tuyến đường đô thị:
- Đường 3/2
- Đường Nguyễn Thái Học
- Đường Phạm Hùng
- Đường Độc Lập
- Đường Hoàng Văn Thụ
- Đường Đặng Văn Ngữ
- Đường Lê Văn Sỹ
- Đường Nguyễn Tất Thành
- Đường Huỳnh Thúc Kháng
- Đường Đoàn Đức Thái
- Đường Nơ Trang Long
- Đường Trần Văn Trà
- Đường Nguyễn Tri Phương
- Đường Lê Thị Hồng Gấm
- Đường Nguyễn Hữu Thọ
- Đường Mai Chí Thọ
- Đường Phạm Văn Đồng
- Đường Lý Thường Kiệt
- Đường Phùng Khắc Khoan
- Đường Nguyễn Văn Linh
- Đường Bom Bo
- Đường Điểu Ông
- Đường Nguyễn Thị Minh Khai
- Đường Tố Hữu
- Đường Võ Nguyên Giáp
- Đường Võ Văn Kiệt
- Đường Phan Chu Trinh
- Đường Bùi Văn Dù
- Đường Phan Đình Giót
- Đường Bế Văn Đàn
- Đường Lê Trọng Tấn
- Đường Lê Duẩn
- Đường Trường Chinh
- Đường Trần Đại Nghĩa
- Đường Võ Thị Sáu
- Đường Hoàng Văn Thái
- Đường Lê Anh Xuân
- Đường Nguyễn Bỉnh Khiêm
- Đường Nguyễn Công Hoan
- Đường Đinh Tiên Hoàng
- Đường Lý Thái Tổ
- Đường Cách Mạng Tháng Tám
- Đường Trần Phú
- Đường Đắk Son
- Đường Sư Vạn Hạnh
- Đường Hai Bà Trưng
- Đường Hồ Long Thủy
- Đường Lê Hồng Phong
- Đường Nguyễn Huệ
- Đường Tôn Đức Thắng
- Đường Lê Văn Duyệt
- Đường Trần Quang Khải
- Đường Trần Quốc Toản
- Đường 6/1
- Đường Ngô Quyền
- Đường Trần Hưng Đạo
- Đường Hoàng Diệu
- Đường Trần Phú
- Đường Nguyễn Văn Cừ
- Đường Nguyễn Chí Thanh
- Đường Lê Văn A
- Đường Lê Quý Đôn
- Đường Đinh Công Trứ

### Hạ tầng giao thông quy hoạch và mở rộng dự kiến
• Đường vành đai 1 từ Long Điền phường Long Phước đến xã Long Giang đến phường Long Thủy , phía Bắc ĐT741 đi qua các xã phường (Long Giang, Long Phước, Sơn Giang, Long Thủy).
• Đường vành đai 2 từ Phước Bình đến Sơn Giang (Phước Bình, Sơn Giang).
• Đường vành đai 3 từ đường ĐT741 đến đường quanh khu vực núi Bà Rá phường Phước Bình
• Nâng cấp mở rộng mặt đường đường Đinh Công Trứ theo HTTN (phường Thác Mơ).
• Nâng cấp mở rộng mặt đường Nguyễn Trãi theo HTTN (xã Long Giang).
• Đường Bù Xiết nối dài đến vành đai 1 (xã Long Giang).
• Xây dựng láng nhựa đường ĐT741 đoạn gần cao su Long Phước huyện Phú Riềng đến ĐT759 đoạn Long Điền, Long Phước (phường Long Phước).
• Nâng cấp mở rộng đường từ Long Giang đến Long Phước (xã Long Giang, phường Long Phước).
• Nâng cấp mở rộng đường ĐT759 đoạn từ khu di tích lịch sử Cây Khế Bà Định và nhà tù Bá Rá (đường vành đai 4) đi qua (phường Sơn Giang, xã Long Giang).
• Nâng cấp ĐT741 đoạn từ cầu Thác Mẹ đến QL14C (phường Thác Mơ).
• Nâng cấp đường vòng núi Bà Rá đến ngã 3 Phước Quả (phường Thác Mơ).
• Nâng cấp đường từ ĐT759 đến đường vòng quanh núi Bà Rá (phường Phước Bình).
• Xây dựng mới đường số 3 (phường Long Phước, Phước Bình).
• Xây dựng mới đường 2 (phường Long Phước, Long Giang và xã Sơn Giang).
• Xây dựng đường từ cầu Suối Dung đến vành đai 1 (phường Long Thủy).
• Xây dựng mới đường số 6, 11 (phường Phước Bình).
• Đường nối dài đến vành đai 1 (xã Long Giang).
• Đường nối dài đến đường Cây Khế Bà Định (xã Long Giang).
• Nâng cấp mở rộng ĐT759 (xã Phước Tín).
• Đường dọc theo hành lang suối Dung (phường Thác Mơ).
• Xây dựng đường Võ Văn Kiệt (đoạn từ vành đai 1 đến đường Lý Tự Trọng) xã Long Giang.
• Nâng cấp mở rộng đường Hoàng Văn Thụ theo HTTN (phường Phước Bình).
• Nâng cấp mở rộng đường Hoàng Văn Thái theo HTTN (phường Sơn Giang).
• Đường QH liên khu vực 2 (phường Phước Bình).
• Đường kết nối từ đường Hoàng Văn Thái đến đường liên khu vực 2 (phường Sơn Giang).
• Xây dựng đường từ ĐT759 phường Phước Bình đến đường Bàu Nghé xã Phước Tín (song song ĐT759, đi qua phường Phước Bình và xã Phước Tín).
• Nâng cấp mặt đường và xây dựng đường từ nghĩa trang liệt sỹ đến cầu số 4 Sơn Long (phường Sơn Giang).
• Nâng cấp mở rộng ĐT741 kết nối TX với huyện Bù Gia Mập (đoạn từ dốc Cùi Chỏ đến trung tâm hành chính huyện Bù Gia Mập đến QL14C) đi qua phường Thác Mơ.
• Xây dựng đường hai bên bờ sông Bé kết nối huyện Bù Gia Mập về phía bắc thị xã (phường Long Thủy).
• Đường cặp sông Bé khu 200ha (xã Long Giang).
• Xây dựng đường CKV14 kết nối Long Phước với Long Thủy (phường Long Phước, Long Thủy).
• Xây dựng đường liên khu vực 6, đoạn từ ĐT759 đến đường liên khu vực 2, kết nối Phước Bình đường quanh núi  (phường Sơn Giang, Phước Bình).
• Xây dựng đường kết nối từ Long Điền đến đường vành đai 1 (CKV15) đi qua xã Long Giang, phường Long Phước.
• Xây dựng đường kết nối từ Long Điền đi xã Bình Sơn, huyện Phú Riềng (xã Long Giang).